# Jean-François Bories
Pour les articles homonymes, voir Bories.
Jean-François Louis Clair Bories, né le 1er juin 1795, à Villefranche-de-Rouergue (Aveyron) et mort le 21 septembre 1822 à Paris, est un militaire français, sergent-major au 45e régiment d'infanterie de ligne. 

## Biographie
Malgré une intelligence vive, François Bories ne fait pas de longues études, il s’engage très tôt dans l’armée napoléonienne et est blessé à la bataille de Waterloo. Il monte en grade grâce à son courage et sa discipline. Un ancien camarade villefranchois lui présente des francs-maçons de la faculté de médecine de Paris qui l’initient. Plus porté sur l’action que sur le débat, il se déclare prêt à mourir pour servir le peuple et rétablir la République. Des frères maçons le présentent alors à la Charbonnerie, une structure pyramidale et secrète organisée pour comploter contre la royauté. Possédant un fort charisme, Bories recrute nombre de sous-officiers et soldats de son régiment, le 45e régiment de ligne.
Jean-François Bories participa avec trois autres sergents du même régiment, Pommier, Raoulx et Goubin, à un complot dirigé contre les Bourbons, et connu sous le nom de conspiration de La Rochelle. Arrêtés à La Rochelle, où le régiment était en garnison, les quatre sergents furent amenés à Paris, condamnés à mort et immédiatement exécutés le 21 septembre 1822, quoique leur complot restât au niveau des intentions. Considérés comme des martyrs de la liberté, ils connurent une durable renommée sous la qualification des « quatre sergents de La Rochelle ».
Selon Pierre Leroux, « nom sublime à inscrire dans la mémoire publique à côté des Roland, des Vergniaux, des Oudet, des Hoche et des Manuel », il le décrit comme un « jeune martyr, au front calme […] consolant et relevant ses compagnons, les soutenant sur la charrette du supplice […] les faisant monter avant lui sur l'échafaud pour les affermir jusqu'au bout de son regard et de sa voix. ».

### Source
Cet article comprend des extraits du Dictionnaire Bouillet. Il est possible de supprimer cette indication, si le texte reflète le savoir actuel sur ce thème, si les sources sont citées, s'il satisfait aux exigences linguistiques actuelles et s'il ne contient pas de propos qui vont à l'encontre des règles de neutralité de Wikipédia.
- Serge Janouin-Benanti, L’enfant sorcier : 13 crimes en Charente-Maritime, La Baule, 3E éditions, coll. « Contes cruels et véridiques », 2017, 340 p. (ISBN 979-10-95826-83-5)